# Bodroghalom
Bodroghalom es un pueblo ubicado en el distrito de Cigánd, condado de Borsod-Abaúj-Zemplén, Hungría.

## Superficie
Posee una superficie de 26,86 kilómetros cuadrados.

## Demografía
Hasta 2022 la población era de 1173 habitantes, con una densidad de población de 43,67 habitantes por kilómetro cuadrado.